# Charlie Korsmo
Charlie Korsmo, de son vrai complet Charles Randolph Korsmo, né le 20 juillet 1978 à Fargo, en Dakota du Nord, aux (États-Unis), est un acteur américain.
Il est surtout connu pour avoir incarné le fils de Peter Pan dans Hook ou la Revanche du capitaine Crochet et Le kid dans Dick Tracy.

## Filmographie
- 1990 : Les Hommes de ma vie (Men Don't Leave) de Paul Brickman : Matt Macauley
- 1990 : Dick Tracy : Kid
- 1990 : Émeutes en Californie (TV) : Jason (à 12 ans)
- 1991 : Quoi de neuf, Bob ? (What About Bob?) : Sigmund 'Siggy' Marvin
- 1991 : Le Docteur (The Doctor) de Randa Haines : Nicky MacKee
- 1991 : Hook ou la Revanche du capitaine Crochet (Hook) : Jack 'Jackie' Banning
- 1998 : Big Party (Can't Hardly Wait) : William Lichter